# 12414 Bure
12414 Bure eller 1995 SR29 är en asteroid i huvudbältet som upptäcktes den 26 september 1995 av den ryska astronomen Timur V. Krjačko vid Engelhardt-observatoriet. Den är uppkallad efter ishockeyspelaren Pavel Bure.
Asteroiden har en diameter på ungefär 3 kilometer och den tillhör asteroidgruppen Massalia.